# Nudi in paradiso
Nudi in paradiso (A Night in Heaven) è un film del 1983, diretto dal regista John G. Avildsen.

## Trama
Whitney Hanlon, ingegnere aerospaziale della NASA, declina la proposta di un impiego nel campo della Difesa, subendo il licenziamento. Sua moglie Faye, insegnante, viene trascinata da sua sorella in uno strip-club, incontrando tra gli artisti un avvenente Rick Monroe, uno dei suoi studenti. È l'inizio di una relazione clandestina, con la speranza del giovane in un aiuto per ottenere il titolo di studio, dato il suo scarso rendimento. La relazione viene presto scoperta. Hanlon affronterà il giovane con superiorità, pur inscenando una terribile ritorsione.

## Colonna Sonora
Tema principale la celebre canzone Heaven, di Bryan Adams.